# Kabinet-Lehto
Het kabinet–Lehto was de regering van de Republiek Finland van 17 december 1963 tot 12 september 1964. Het rompkabinet werd gevormd door onafhankelijken ambtenaren en experts na de val van het vorige kabinet.

## Kabinet–Lehto (1963–1964)
| Ambtsbekleder                 | Ambtsbekleder      | Ambtsbekleder                        | Functie(s)                         | Ambtstermijn     | Ambtstermijn      | Partij        |
| ----------------------------- | ------------------ | ------------------------------------ | ---------------------------------- | ---------------- | ----------------- | ------------- |
|                               | Reino Ragnar Lehto | Reino Ragnar Lehto (1898–1966)       | Premier                            | 17 december 1963 | 12 september 1964 | Onafhankelijk |
|                               |                    | Aarne Nuorvala (1912–2013)           | Vicepremier                        | 17 december 1963 | 8 juni 1964       | Onafhankelijk |
| Minister zonder portefeuille  |                    | Aarne Nuorvala (1912–2013)           |                                    | 17 december 1963 | 8 juni 1964       | Onafhankelijk |
|                               | Reino Oittinen     | Reino Oittinen (1912–1978)           | Vicepremier                        | 12 juni 1964     | 12 september 1964 | Onafhankelijk |
| Minister van Onderwijs        | Reino Oittinen     | Reino Oittinen (1912–1978)           | 17 december 1963                   |                  | 12 september 1964 | Onafhankelijk |
|                               |                    | Arno Hannus (1920–2020)              | Minister van Binnenlandse Zaken    | 17 december 1963 | 12 september 1964 | Onafhankelijk |
|                               | Jaakko Hallama     | Jaakko Hallama (1917–1996)           | Minister van Buitenlandse Zaken    | 17 december 1963 | 12 september 1964 | Onafhankelijk |
|                               | Esko Rekola        | Esko Rekola (1919–2014)              | Minister van Financiën             | 17 december 1963 | 12 september 1964 | Onafhankelijk |
|                               |                    | Olavi Merimaa (1908–1970)            | Minister van Justitie              | 17 december 1963 | 12 september 1964 | Onafhankelijk |
|                               | Olavi Mattila      | Olavi Mattil (1918–2013)             | Minister van Economische Zaken     | 17 december 1963 | 12 september 1964 | Onafhankelijk |
|                               | Kaarlo Leinonen    | Generaal Kaarlo Leinonen (1914–1975) | Minister van Defensie              | 17 december 1963 | 12 september 1964 | Onafhankelijk |
|                               |                    | Olof Ojala (1919–1977)               | Minister van Sociale Zaken         | 17 december 1963 | 12 september 1964 | Onafhankelijk |
|                               | Martti Niskala     | Martti Niskala (1911–1984)           | Minister van Transport             | 17 december 1963 | 12 september 1964 | Onafhankelijk |
|                               | Samuli Suomela     | Samuli Suomela (1918–2012)           | Minister van Landbouw              | 17 december 1963 | 12 september 1964 | Onafhankelijk |
| Ministers zonder portefeuille |                    |                                      |                                    |                  |                   |               |
| Ambtsbekleder                 | Ambtsbekleder      | Ambtsbekleder                        | Functie(s)                         | Ambtstermijn     | Ambtstermijn      | Partij(en)    |
|                               | Aarno Niini        | Aarno Niini (1905–1972)              | Minister voor Buitenlandse Handel  | 17 december 1963 | 12 september 1964 | Onafhankelijk |
|                               | Matti Louekoski    | Heikki Tuominen (1920–2010)          | Minister voor Belastingzaken       | 17 december 1963 | 12 september 1964 | Onafhankelijk |
|                               |                    | Magnus Kull (1924–2016)              | Minister voor Maatschappelijk Werk | 17 december 1963 | 12 september 1964 | Onafhankelijk |